# Metropolitana leggera di Charleroi
La metropolitana leggera di Charleroi (in francese Métro léger de Charleroi) è un sistema di trasporto pubblico urbano che serve la città belga di Charleroi. Si tratta di un sistema derivante dalla trasformazione della vecchia rete tranviaria, le cui tratte centrali sono state interrate rendendole simili a una metropolitana.